# Prosymna janii
Prosymna janii — вид змій родини Prosymnidae. Мешкає в Мозамбіці і Південно-Африканській Республіці.

## Поширення і екологія
Prosymna janii мешкають в прибережних районах на північному заході провінції Квазулу-Наталь в ПАР та на південному заході Мозамбіку, зокрема на островах Базаруто. Вони живуть в прибережних лісах і луках та на прибережних дюнах. Живляться яйцями плазунів.